# Yue Jin
En aquest nom xinès, el cognom és Yue.
Yue Jin (mort el 218) va ser un general militar servint sota el senyor de la guerra Cao Cao a la fi de la Dinastia Han de la Xina. Va destacar tant per la seva baixa alçada com pel seu valor i ferocitat en el camp de batalla. Yue Jin va participar en la majoria de les guerres inicials i intermèdies de Cao Cao, i va tenir múltiples èxits en les campanyes contra Lü Bu, Liu Bei, les restes dels Turbants Grocs i el clan Yuan del nord de la Xina. Va ser elogiat especialment per la seva habilitat en l'avantguarda de la batalla, però la seva fita més famosa va venir amb el seu paper de suport en la defensa de Hefei en contra dels avenços de l'exèrcit massiu de Sun Quan en el 208.
Chen Shou, autor dels Registres dels Tres Regnes, va considerar a Yue Jin com un dels cinc millors generals de Cao Wei, juntament amb Zhang Liao, Yu Jin, Zhang He i Xu Huang, i es va referir a ell com el més ferotge de tots els generals de Cao Cao.

## Biografia

### Inicis
Yue Jin era originari de la Comandància de Yangping (阳平卫国, el que és avui en dia el Comtat de Qingfeng, Henan), i poc és conegut d'ell abans d'unir-se a l'exèrcit de Cao Cao. Sent un jove de cos petit, va ser fet inicialment un empleat que manejava la paperassa en un campament. Quan començà el reclutament de tropes per la coalició contra Dong Zhuo, se li assignà el reclutar soldats pel campament de Cao, al qual va portar 1.000 homes de la seua poble natal. Pel seu esforç, Yue va ser posat a prova en qualitat de Mariscal i Comandant de Trencament de Formació. A partir de llavors, Yue assumí posicions militars i seguí a Cao Cao en la seva fútil guerra amb Dong Zhuo. Tot i ser derrotat, la força física i valentia de Yue li va valer per guanyar-se una gran confiança Cao, que l'usaria com l'avantguarda de tant en tant.

### Solidificant la posició de Cao Cao
El famós guerrer, Lu Bu, va irrompre a la base de Cao Cao, de la Província Yan, quan aquest estava en la seva expedició en contra de Tao Qian. Yue va ser assignat com l'avantguarda juntament amb Cao Hong per a l'exèrcit de tornada.